# Put a Little Love on Me (Niall Horan)
Put a Little Love on Me is een nummer van de Ierse zanger Niall Horan uit 2019. Het is de tweede single van zijn tweede studioalbum Heartbreak Weather.
Het nummer is een ballad die gaat over de scheiding van Horan met Hailee Steinfeld een jaar eerder. Horan wilde per se een "verdrietige ballad" op zijn album, en noemde het nummer "waarschijnlijk het beste liedje dat ik ooit heb geschreven". "Put a Little Love on Me" werd een klein hitje op de Britse eilanden, met een 32e positie in Horans thuisland Ierland. In Nederland had het nummer minder succes met een 18e positie in de Tipparade.